# Мечтатель (Аггей Коровин)
«Мечта́тель (Агге́й Коро́вин)» — рассказ Алексея Толстого, относящийся к раннему периоду его творчества. Первая публикация (под заглавием «Аггей Коровин») — в 1910 году в художественно-литературном журнале «Аполлон», с иллюстрациями Бориса Кустодиева. Переработанный текст под современным названием опубликован в эмиграции, в берлинском сборнике «Утоли моя печали» (1922), и с тех пор неоднократно переиздавался.
Рассказ посвящён богатому заволжскому помещику Аггею Коровину, который после смерти матери в течение десяти лет предавался ничегонеделанию, полностью погружённый в свои грёзы; в закатном солнце ему мерещилась некая идеальная возлюбленная, ожидающая его. Образ Аггея одновременно напоминает Обломова и Манилова. После приезда друга детства с сестрой Наденькой Коровин неожиданно влюбляется, хотя молодая дама хотела лишь пофлиртовать с провинциальным «медведем», который по первому же её требованию сломал берёзу. Поскольку она замужем, это приводит к катастрофическому столкновению мечтаний Аггея с явью. Получив от Нади ни к чему не обязывающее письмо, Коровин едет в Петербург, «полюбоваться белыми ночами». Крайне отталкивающий ницшеанец Синицын, с которым Аггей познакомился в поезде, сводит помещика с проституткой Машенькой, очень напоминающей Надежду внешне. После грехопадения Аггей бежит на берег канала, причитая, что больше никогда не увидит свою невозможную любовь.
При жизни А. Толстого литературные критики не выделяли рассказа из цикла «Заволжье». Персонажа — Аггея — иногда сравнивали с его двойником-антиподом Мишукой Налымовым. Лишь в последние десятилетия XX века и в следующем, XXI веке литературоведы рассмотрели коллизию рассказа и его литературную технику в контексте формирования тематики и писательской манеры Толстого, отказа его от идейных и литературных конструкций символизма.

## Сюжет
Действие предваряется эпиграфом — последними строками стихотворения Е. А. Баратынского «Поцелуй» (1822).
Главный герой — Аггей Коровин — провинциальный дворянин, владелец богатого имения. По натуре своей Аггей одновременно бездеятелен и страстный мечтатель, обладающий непосредственностью и ранимостью; душа его совершенно детская. Как отмечал писатель Д. В. Агалаков (Самарский государственный социально-педагогический университет): «Отними у него душевность и трогательность, он стал бы Маниловым». После того, как за десять лет до начала действия умерла его матушка, Аггей живёт в имении один, предаваясь созерцательности и фантазиям. Он даже хотел ехать за границу развеяться, но его остановила мысль о хлопотах, с которыми придётся столкнуться. При всём этом он хорошо развит физически, настоящий богатырь, отличный наездник.
Аггею приходит письмо от друга детства агронома Степана Людмилина, который заявляет, что приедет погостить дня на четыре, и не один — с сестрой. В последний момент Аггей соображает, что не открывал письма четыре дня, и как раз четыре дня занимает переезд от железнодорожной станции до его поместья. Степан и его сестра Надежда застают Коровина буквально врасплох. Экономка Марья Ивановна, глядя на Надю, выражает мысль всей дворни: Аггей не только сам тихо мечтает о любви, весь дом испереживался за барина-холостяка, не обращавшего внимания на скучных провинциальных барышень. За ужином Надя восхищена старым домом, хотя не скрывает, что с её столичной точки зрения — это всё экзотика, «чудесный дремучий лес». Сначала Аггей мало обращает на неё внимания, он хочет поведать Степану всё, что накопилось на душе за десять минувших лет. Однако Людмилин не слышит его: он устал с дороги и даже в постели что-то бормочет про фосфаты. Обиженный Аггей бродит по дому и натыкается на Надю, которая заплутала в темноте. Когда-то девочкой она была в этом доме и расспрашивает Коровина о его детстве, вспоминает игрушечную избу, занимавшую целую комнату. Однако когда Аггей приглашает её к себе побеседовать, Надя холодно отстраняется, и уязвлённый гигант с досадой думает, что Степану и Наде не следовало бы приезжать.

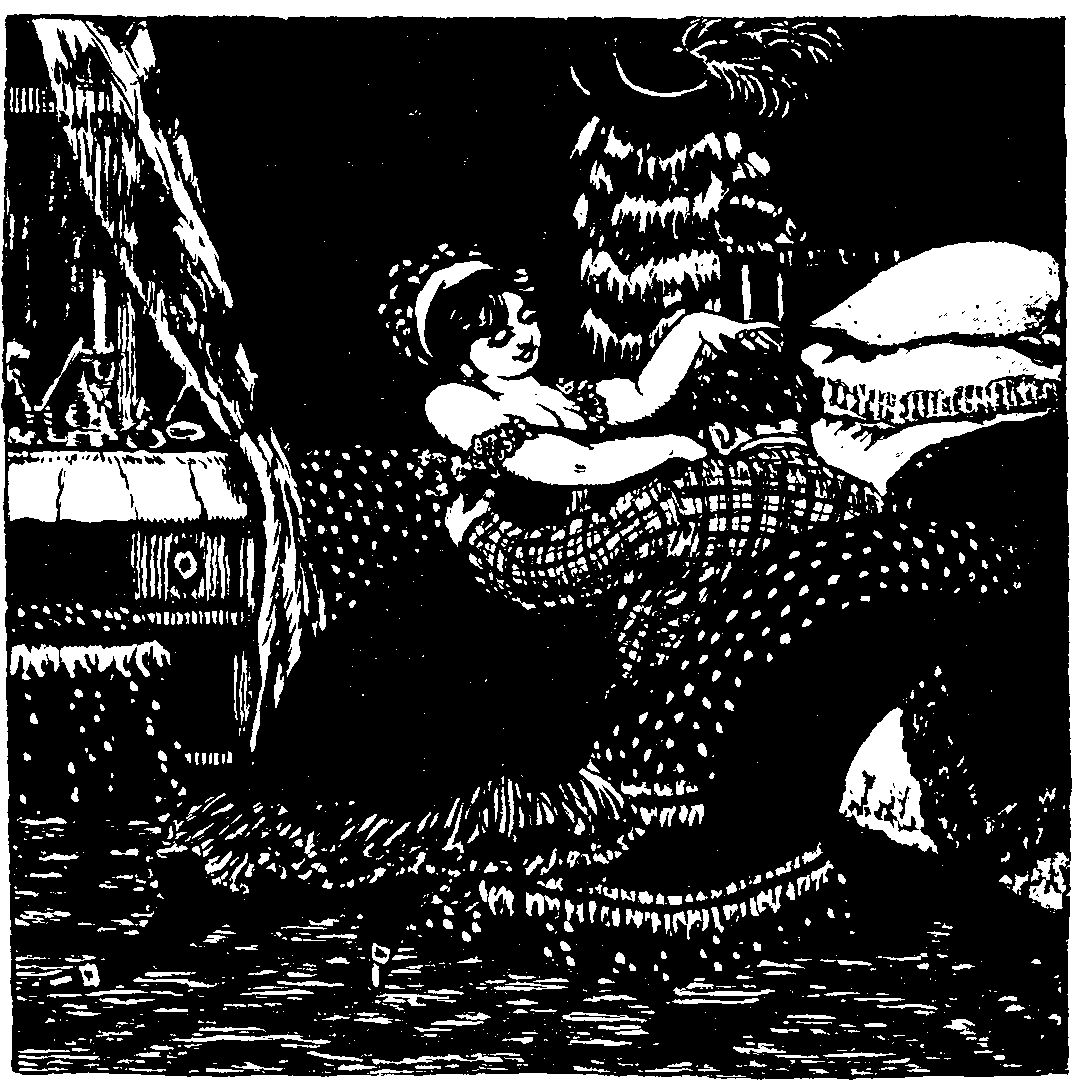
Грехопадение Аггея с Машенькой. Иллюстрация Бориса Кустодиева к первой журнальной публикации 1910 года

За завтраком Надя предлагает Аггею сломать дерево, и он, позабыв о вчерашней обиде, «напружившись» и приседая, ломает берёзу. Степан этого порыва не понимает и идёт купаться. Аггей гуляет с Надей по Коровину, которое очень напоминает Обломовку: здесь такая же медленная, ничего не знающая о времени и цивилизации жизнь; полусонные животные и такие же крестьяне. Надя воспринимает это всё как проекцию рая, подшучивает над неотёсанным богатырём, ласково называет его «глупым», а потом заводит речь о любви. Однако она не понимает, что её столичное кокетство Аггей воспринимает совершенно серьёзно, он лишён любовного опыта, вдобавок, привык годами жить в мире своих фантазий. Ночью он пишет Наде письмо с признаниями и просьбой руки и сердца и наутро носится на коне по своим родовым полям. Когда он возвращается в дом, выясняется, что Надя — замужняя дама. В тот же день гости поспешно уезжают, для проформы приглашая Аггея в Петербург «смотреть белые ночи». Начинается дождь, подчёркивая настроение Аггея; экономка Марья Ивановна сетует: «Вот беда-то… Наехали, намутили и след хвостом замели, — тоже гости». На третий день Аггей неудачно пытался застрелиться. Вскоре пришло письмо от Людмилина с сестрой, написанное в шутливой форме. Окрылённый надеждой, Аггей решается ехать. В поезде он знакомится с похожим на беса разночинцем по фамилии Синицын, который тут же заявляет, что барин едет в Петербург «насчёт баб, — освежиться». Он моментально предлагает свои услуги («ваша физиомордия мне понравилась»): «без опытного человека нарвётесь, знаете ли, на такого бабца…». Далее в буфете, напоив Коровина водкой, Синицын цинично рассуждает, что живёт «по современной системе»: «найду мецената, отдою его до последней копейки и жду другого. Мысли безумные, поступки каторжные. Ницше меня погубил… Это вам понятно. Вы земляной человек, а я современная плесень, — ницшеанец», и обзывает Аггея «ерундой на постном масле», провозглашая себя «человеком».
Грязь и соблазны Петербурга отдалили от Аггея образ Нади, он интуитивно понимает, что «окутанная мглой» столица предлагает иную мораль и мироустройство. Едва поселившись в гостинице, Аггей мечтает вернуться домой. Однако Синицын, которому Коровин успел поведать свою историю, не отпускает его. На Невском Синицын знакомит его с поразительно прекрасной и чем-то напоминающей Наденьку незнакомкой, которая оказывается кокоткой по имени «Машка Кудлашка». Аггеем овладевает искушение, и он позволяет Синицыну отвести себя к Машеньке. Несмотря на свою профессию, она искренне жалостлива и по-женски добра. После грехопадения Коровин осознаёт, что впервые обратил внимание на белые ночи, ради которых и приехал в Петербург. На его несвязные речи о жажде любви Машенька, закурив, сообщает: «ненавижу, когда начинают говорить непонятное…», и мягко выпроваживает Аггея. Когда речь заходит о деньгах, Коровин с криком «Мерзость!» бросил Маше кошелёк. Разочарованный мечтатель сел на гранитную плиту на набережной одного из каналов, бормоча: «Никогда, никогда теперь её не увидать…» По мнению Д. В. Агалакова, речь идёт о Наденьке, мечте, в погоне за которой наивный провинциал столь жестоко обманулся. Критик полагал, что Аггею «жить больше незачем. И очень возможно, что один из каналов станет его последним прибежищем, или сослужит службу старый револьвер в его поместье, если он найдёт силы вернуться домой».

## История создания. Издания

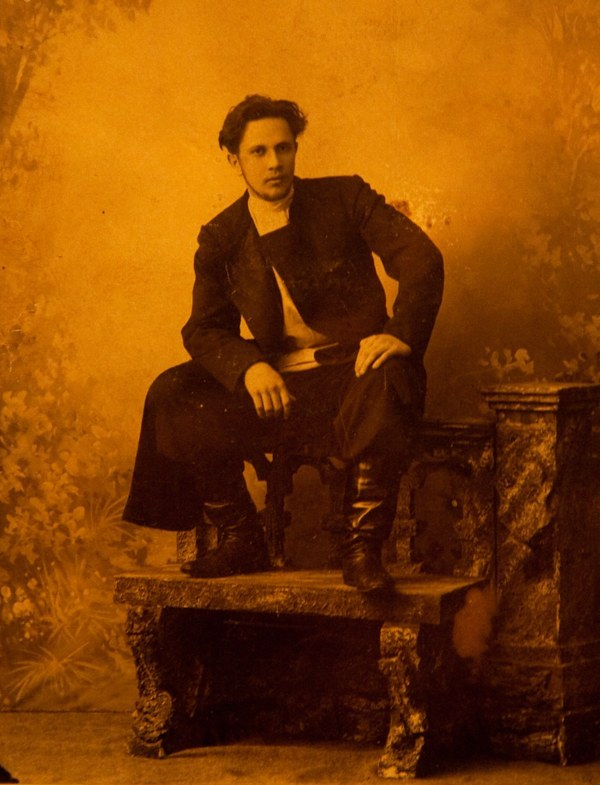
А. Н. Толстой в Самаре около 1899 или 1900 года

Рассказ создавался в 1910 году, будучи включённым автором в цикл «Заволжье», и стал третьим в творчестве Алексея Толстого после «Смерти Налымовых» и «Недели в Туреневе». Прототипом главного героя стал дальний родственник Борис Тургенев, одновременно напоминавший Обломова и Манилова. Семейная легенда гласила, что Борис, не выдержав скуки, засобирался за границу, но, когда вспомнил, что нужно выправить паспорт, переделать уйму дел по имению и повидать родных, тут же остыл к этому занятию.
Первая публикация под заглавием «Аггей Коровин» с иллюстрациями Б. М. Кустодиева последовала в восьмом (майско-июньском) номере журнала «Аполлон» за 1910 год. Публикация рассказа почти совпала по времени с продажей за долги одного из имений родни писателя по материнской линии — Коровино. По словам племянника последней жены Алексея Толстого и публикатора его архива Ю. А. Крестинского, в переписке и дневниковых заметках не содержится ни малейших свидетельств попыток спасения имения или сожалений о случившемся.
Рассказ вошёл в состав первого сборника А. Н. Толстого «Повести и рассказы», напечатанного в том же 1910 году. В дневнике 26 марта 1911 года автор отмечал, что настолько позабыл об этой своей вещи, что мог прочесть рассказ как новый. «…Читая, почувствовал очень ясно (как никогда) все достоинства и недостатки». В 1922 году текст подвергся коренной стилистической правке и сокращениям. В новой редакции рассказ получил название «Мечтатель (Аггей Коровин)» и был напечатан в авторском сборнике «Утоли моя печали» (Берлин, издательство «Огоньки»). В последующих многочисленных переизданиях текст не подвергался правкам и не имел разночтений с вариантом 1922 года.

## Литературные особенности

### Символизм и классическая русская литература

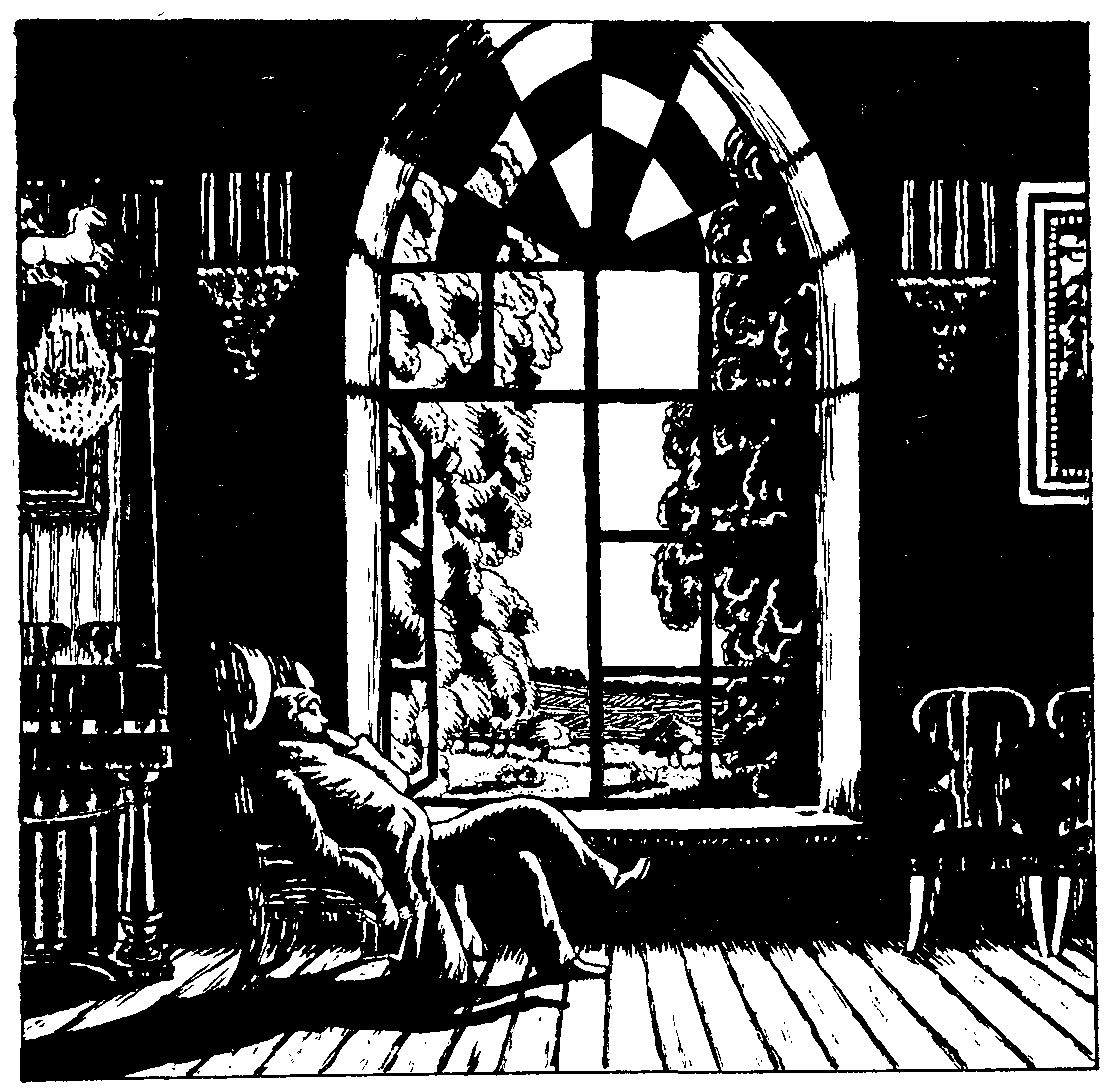
Аггей в кресле созерцает поляну своего сада. Иллюстрация Бориса Кустодиева к журнальной публикации 1910 года

При всём комизме и нелепости, проявляемых в детальном описании героя с его образом жизни, главная идея рассказа — в невозможности «чистого, по сердцу, по душе» человеческого жития, нереальности идеала, невозможности достигнуть гармонии отдельному человеку. В этом отношении рассказ перекликается с «Обломовым» и, шире, со всей дворянской классической литературой, чуть ли не от Фонвизина и Карамзина. Литературная конструкция «Мечтателя» построена на безнадёжном отрыве реальности от идеала, когда настойчивое стремление «разукрасить эту реальность во всю широту фантазии» оборачивается «уродливо-нелепым орнаментом». Повествование строится на контрасте двух частей, действие первой из которых разворачивается в усадьбе Коровина. Борис Кустодиев изобразил Аггея сидящим в кресле перед окном от пола до потолка, так что ему не было нужды приподниматься, чтобы видеть свой сад. Покойная жизнь его одновременно и тяготит, и представляется очень важной. Символом этой раздвоенности является его стремление каждую весну поставить купальню на реке, которое так и остаётся неосуществимым. В некотором смысле помещик Аггей Коровин так навсегда и остался в детстве, не повзрослел. Именно это позволяет построить и внешнее, и внутреннее повествование на разладе чистоты и мечтательности с трезвой и грязной реальностью. Девственник-Коровин постоянно попадает в разные нелепые ситуации, которых С. Боровиков насчитывал три. Первым толчком, побудившим Аггея преодолеть оцепенение, является приезд Наденьки, в которую он влюбляется в силу скрытой страстности натуры, нравственной чистоты и безделья. Второй этап — катастрофа в сознании Коровина, когда выясняется, что Надежда замужем. Третий и главный этап — поездка в Петербург и знакомство с проституткой Машей, так похожей на Надю. Аггей не различает своих грёз и реальности. В сущности, он имеет дело с тремя женскими образами: ускользающим идеалом, который грезился ему на закате; явленным идеалом — Надей, которая оказывается недоступна; и Машей, которая предельно доступна — за деньги. «Три лика женщины с одним лицом». Поскольку счастье достижимо лишь в мечте, лучше всего Аггею было бы вовсе не слезать со своего кресла.
Изобразительные средства первой, усадебной, и второй, петербургской, частей построены на предельном контрасте, что проявляется даже на уровне лексикона. Бытие Аггея в деревне отмечено задумчивой прозрачной печалью с передачей тончайших настроений героя. Главным героем второй части является сводник Синицын, который явно отсылает к Лебедеву достоевского «Идиота». Синицын открывает галерею проходимцев во всём творчестве Алексея Толстого. Петербург — это сумрачный мир бессмысленной суеты, определяемой корыстью и похотью. Если сравнивать Аггея Коровина с Мишукой Налымовым, то они антиподы во всём. Мишука развратен, Аггей — целомудрен; Налымов деятелен, Коровин — неподвижен; Мишука аморален, Аггей нравственен до щепетильности. В данном измерении он больше соотносится с Пьером Безуховым, с которым Аггея роднит чудаковатость, рассеянность, полнота, непомерная физическая сила и детская, ослепляющая гневливость. Однако сходство лишь внешнее, ибо Коровин лишён даже намёка на могучую жажду познания и силу интеллекта Пьера. Аггей, как и все герои Алексея Толстого, не глуп, но «как-то изначально и естественно отвращён от всякой умственной деятельности» (определение Фёдора Степуна).

### Хронотоп: усадебный райversusгородского ада

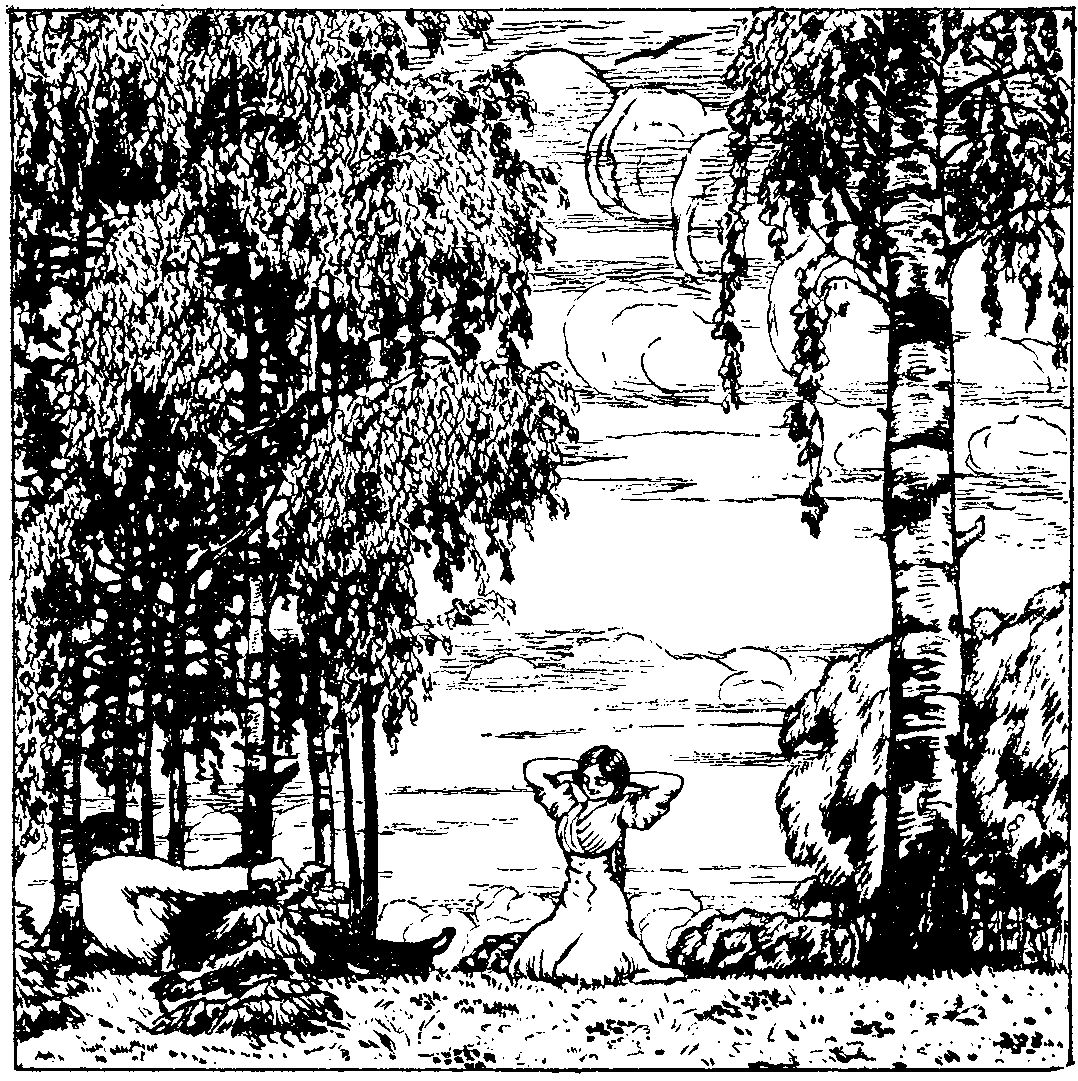
Наденька и Аггей на купании. Иллюстрация Бориса Кустодиева к первой журнальной публикации 1910 года

Ведущий научный сотрудник ИМЛИ РАН О. А. Богданова посвятила специальную работу исследованию «усадебного топоса» в русской культуре 1910—1920-х годов. С точки зрения исследовательницы, усадебный хронотоп русской художественной прозы преимущественно ассоциируется с земным Раем, ветхозаветным Эдемом. Усадьбы ассоциируются с внутренней гармонией, миром невинности и цельности, защищённости и даже исполнения желаний. Усадьба-рай демонстрирует красоту природы и одновременно изобильна пищей, это идиллия, лишённая тяжёлого труда, и одновременно открывающая простор для творчества, удовлетворение телесной чувственности, которая при этом является невинным наслаждением. Вместе с тем земной рай не гарантирует вечной жизни, пребывание в нём не научает отличать добро от зла и не обеспечивает защиты от коварства и искушения, всегда приводящих к изгнанию героев из блаженства.
Эти архетипические черты О. А. Богданова прослеживала в рассказе «Аггей Коровин». Столичная девушка Надя прямо именует поместье Коровина «раем», начиная ассоциативный ряд. Её имя — Надежда — символизирует последующие события: как одинокий усадебный Адам-Аггей тщится обрести в ней свою Еву. Усадьба обустроена предками, и все хозяйственные дела совершаются как бы сами собой, обиталище Коровина не ограничено садом, простираясь на речку, лес и поле. Прямо из дома можно наслаждаться зрелищем одичавших роз, старыми яблонями «и куртинами сирени, окаймлёнными петуниями, ромашками, резедой». Иными словами, соблюдена библейская топография: сад, растительность, река. Ощущения от Коровина — исключительно положительно-чувственные: обонянию доставляют удовольствие запахи цветов, трав, речной свежести, юной женщины; приятные ощущения доставляют и купание в реке, и лежание на траве, слушание ветра в хвое. Об удовлетворённости вкуса свидетельствует завтрак на усадебной веранде. Аггей с удовольствием живёт в своей усадьбе, близок к растительному и животному миру, любит своих лошадей: «подходя к решёткам конских стойл, он гладил рыжие сивые и чёрные морды, ласково губами ловившие его пальцы…» В этом плане он — Адам, исполняющий миссию по обустройству вверенного ему сада и попечению о жизни его обитателей. Символ грехопадения героя также связан с деревом и с женщиной: Надя — субститут Евы — велит ему сломать берёзку. Первоначально целомудренный и невинный, как Адам в раю, Аггей начинает стесняться собственного тела, Надиных обнажённых рук и коленей, стыдиться вожделения к девушке. Оппозиция невинности и греховности в городской части рассказа достигает кульминации в образе Машки Кудлашки. Усадебный космос во всём противостоит петербургскому хаосу. Сначала Аггей мучается на железной дороге, где встречает демонического искусителя Синицына, далее приходит в ужас от растленного Петербурга — перевёрнутого, обманного «парадиза». В саду, где он ищет Машку, «всё было фальшивое: и цветы, и гроты, и песок, — крашеное и захватанное, и даже листья на деревьях, как из жести». Альтернативы потерянному Аггеем раю нет и не предвидится.
Аггей мучается воспоминаниями о потерянном рае, тоскует. Он не в состоянии отказаться от целомудренного отношения к любви и женщине в угоду господствующим за оградой его усадьбы нравам. Надежда на обретение любви, Евы-жизни в обустроенном усадебном Эдеме обманула Аггея. Мотив Божьей кары за первородный грех окрашен фатальностью: Аггею больше никогда не вернуть себе надежду, любовь, подлинную жизнь. Иными словами, выросший в раю, но воспринявший его бессознательно, лишённый идеала Аггей осуждён на гибель.

## Литературная критика
В прижизненной литературной критике «Аггей Коровин» практически не удостаивался самостоятельного внимания и перечислялся в общем ряду ранних произведений Алексея Толстого. Вячеслав Полонский в рецензии на первый сборник прозы А. Толстого педалировал авторскую «способность подчинять, покорять, зачаровывать читателя силою своего таланта»:

…Перед глазами во всей своей жизненной выразительности движутся персонажи его рассказов — все эти диковинные Налымовы, Коровины, Камышины и увлекают и восхищают своей непринуждённостью, своей то кипучей, то приглушённой жизнерадостностью. Такое редкое удовольствие для русского читателя найти на странице книги живую жизнь. А она бьёт у Ал. Толстого ключом, брызжет во все стороны, и каждая страница, каждый рассказ — точно трепещет, бьётся, пульсирует, и люди в них — не автоматы, не манекены, к которым мы привыкли за последнее время, а настоящие живые люди из плоти и крови.
Полонский именовал Аггея Коровина единственным в своём роде «более или менее светлым образом» в галерее живописуемых Толстым вырождающихся представителей поместного дворянства. Однако и он обречён, ибо никуда не торопится, ни к чему не способен, ничего не делает, не имеет ни к чему интереса, ничем не увлекается и даже лишён воли к жизни. «…Он изредка лишь смутно мечтал о какой-то сказочной девушке, вечно ускользавшей от него». Однако и приезд в столицу ни к чему не приводит: самому герою казалось, что в Петербурге его ждёт «светлый город и счастье, а сзади оставалась вот эта глушь». Однако вдруг оказывается, что столь жизненно изображённый Аггей Коровин совершенно никому не нужен в столице, ему нечего в ней делать. Критик предположил, что открытый финал рассказа сулит нерадужные перспективы. С точки зрения Вячеслава Полонского, Аггей первым же поездом вернётся в имение, «вновь опустится в своё продавленное кресло, вновь из года в год будет смотреть в широкое окно своей комнаты, — а потом устроит себе либо гарем, либо купальню с зеркалами, закутит, запьёт, — и неведомо какими
путями превратится в Мишуку Налымова и, подобно Налымову, безобразно помрёт от водянки».
Сергей Боровиков считал тематику и поэтику «Аггея Коровина» ярким выражением формативного периода, когда молодой писатель Алексей Толстой пытался найти баланс «между реальностью и её своевольным претворением…». «Аггей Коровин» был пронизан программной для символистов идеей торжества мечты над реальностью, в нём хватало «…тонкой игры, …той изысканности эстетического, эстетического и ещё раз эстетического отбора», проводимого редакцией «Аполлона».
П. И. Медведев именовал Алексея Толстого «Кустодиевым нашей литературы», утверждая, что писатель во всём заволжском цикле изображал и понимал жизнь «биологически», что сводило его талант художника к чистой описательности. «Он превосходный, но односторонний писатель. Одноглазый циклоп». Все его повести и рассказы до 1916—1917 годов написаны по старинке, по шаблонам реалистической литературы XIX века: сюжет непритязателен и плавно развивается, в центре повествования сочувственно описываемые автором герой или героиня, главы формируются по основным эпизодам. «Аггей Коровин» отдельно не выделялся. Литературовед А. В. Алпатов ограничился сравнением Аггея Коровина с типом «расслабленного, вялого усадебного мечтателя-лежня, напоминающего гоголевского Тентетникова». Вячеслав Баранов не выделял рассказ из всего заволжского цикла, отмечая, что Аггей — такой же праздный мечтатель, как и Завалишин («Овражки») или Никита Репьев («Заволжье»), совершенно не приспособленный к жизни, все практические шаги которого обречены на провал. Владимир Щербина причислял Аггея к представителю «чудаков» — особой группы толстовских персонажей, у которых внутренняя жизнь, побуждения и помыслы переключились из реальной действительности в сферу болезненных мечтаний и иллюзий. Главной чертой Аггея Коровина критик называл «бездейственность, неприспособленность к жизни, паразитизм». Хотя герой явно вызывал сочувствие своего автора, это не отменяло крайней его ограниченности, как общественной, так и духовной. Владислав Скобелев по-другому подошёл к вопросу об ограниченности Коровина и его чудаковатости. Крах его мечты о высшей любви ограничен пространством: можно вырваться из вполне процветающего имения в столичный Петербург, но свобода перемещения не гарантирует счастливого житейского исхода. При этом рядом с Аггеем нет представителя старшего поколения, крепко держащегося за свои нравственные устои: некому удержать его от отчаяния при первой же серьёзной жизненной неудаче. Все старшие заволжского цикла (как брат и сестра Пётр Леонтьевич и Ольга Леонтьевна «Заволжья») неизменно относятся к типу чудаков, но, будучи погружены в людскую суету и обыкновенные житейские слабости, умеют пожалеть споткнувшегося и готовы понять ошибавшегося. Отъезд героя за пределы родного дома во всём цикле означает эпическую исчерпанность судьбы.